# Franz Wenzlaff
Franz Wenzlaff, vollständig Johann Michael Franz Wenzlaff (* 29. September 1810 in Märkisch-Friedland, Westpreußen, heute Mirosławiec; † 3. Februar 1888 in Berlin) war ein deutscher Pädagoge, Schuldirektor und Professor an der Berliner Bauakademie. Er war Abgeordneter und Vizepräsident der Mecklenburgischen Abgeordnetenversammlung.

## Leben
Franz Wenzlaff besuchte die Schule in Märkisch-Friedland und das Jenkausche Institut mit dem verbundenen Lehrerseminar bei Danzig. 1834 wurde er zum Rektor der Stadtschule in Löbau in Westpreußen berufen. Neben seiner Lehrtätigkeit bereitete er sich auf das Abitur vor, das er 1840 als Externer am Kneiphöfischen Gymnasium in Königsberg (Preußen) bestand. Anschließend studierte er bis 1844 an der Albertus-Universität Königsberg und an der Friedrich-Wilhelms-Universität zu Berlin Mathematik und Naturwissenschaften. 1844 wurde er in Berlin zum Dr. phil. promoviert. Nach Ablegung des Examen pro facultate docendi 1845 erhielt er eine erste Stelle als außerordentlicher Lehrer an den Realgymnasien in Königstadt und Luisenstadt. 1846 wurde er an der Königstädtischen Realschule als ordentlicher Lehrer angestellt.
Zu Michaelis 1847 kam er nach Schwerin, um dort am neu gegründeten Realgymnasium, der Grossherzoglichen Realschule (1949 mit dem Fridericianum Schwerin unter dem Namen Goethe-Schule zusammengelegt) zu unterrichten.
Bei der ersten demokratischen Wahl in Mecklenburg als Folge der Revolution in Mecklenburg (1848) wurde er am 3. Oktober 1848 im Wahlkreis Mecklenburg-Schwerin 18 Schwerin in die Mecklenburgische Abgeordnetenversammlung gewählt. Hier schloss er sich der Fraktion der Reformvereine, der Linken an; die Versammlung wählte ihn zum Mitglied des Verfassungsausschusses und zu ihrem Vizepräsidenten.
Nach dem Zusammenbruch der demokratischen Bestrebungen und der Auflösung der Abgeordnetenkammer als Folge des Freienwalder Schiedsspruchs verließ er 1851 Mecklenburg und ging zurück nach Berlin. Zu Michaelis 1852 wurde er aufs Neue zunächst als außerordentlicher und zu Ostern 1853 als ordentlicher Lehrer an der Königstädtischen Realschule angestellt. Seit 1856 Oberlehrer, wurde er am 5. Februar 1869 zum Direktor der Königstädtischen Realschule ernannt und am 27. Mai 1869 in sein Amt eingeführt, das er bis zum Eintritt in den Ruhestand am 1. Oktober 1881 innehatte.
Ab 1862 war er zugleich Professor an der Berliner Bauakademie, an der er bis 1868/69 Lehrveranstaltungen zu Oryktognosie und Geognosie hielt.

## Ehrungen
- Königlicher Kronen-Orden (Preußen) 3. Klasse (1881)[3]

## Werke
- De defoliatione plantarum. Diss. Berlin 1844
- Wetterkunde, Meteorologie für das gebildetere Volk zur Belehrung über Witterungs- und Luft-Erscheinungen und zur Anregung einer allgemeineren Witterungs- und Natur-Beobachtung leicht verständlich dargestellt. 2. Auflage, Schwerin: Kürschner 1851
- Zur Verständigung über das Realschulwesen. Berlin: Petsch 1856 (Schulprogramm Königstädtische Realschule)
- Der Gestaltungstrieb im Anorganischen. Berlin: Lange 1859 (Schulprogramm Königstädtische Realschule)